# Березень (комуна)
Березень, Березені (рум. Berezeni) — комуна у повіті Васлуй в Румунії. До складу комуни входять такі села (дані про населення за 2002 рік):
- Березень (2630 осіб) — адміністративний центр комуни
- Мушата (504 особи)
- Ринчень (655 осіб)
- Сату-Ноу (1517 осіб)
- Стухулец (297 осіб)

Комуна розташована на відстані 268 км на північний схід від Бухареста, 43 км на південний схід від Васлуя, 97 км на південний схід від Ясс, 105 км на північ від Галаца.

## Населення
За даними перепису населення 2002 року у комуні проживали 5603 особи, усі — румуни.
Рідною мовою назвали:
| Мова       | Кількість осіб | Відсоток |
| ---------- | -------------- | -------- |
| румунська  | 5602           | > 99,9 % |
| українська | 1              | < 0,1 %  |

Склад населення комуни за віросповіданням:
| Релігія        | Кількість осіб | Відсоток |
| -------------- | -------------- | -------- |
| православні    | 5430           | 96,9 %   |
| п'ятдесятники  | 91             | 1,6 %    |
| бретрени       | 62             | 1,1 %    |
| римо-католики  | 5              | 0,1 %    |
| старообрядці   | 3              | 0,1 %    |
| греко-католики | 1              | < 0,1 %  |
| не релігійні   | 1              | < 0,1 %  |